# Efeitos da violência doméstica sobre as crianças
Os efeitos da violência doméstica sobre as crianças têm um impacto tremendo no bem-estar e no crescimento desenvolvimental das crianças que a testemunham. As crianças podem ser expostas à violência doméstica de diversas maneiras, indo além de apenas testemunhar ou ouvir de passagem, embora haja desacordo sobre como ela deve ser mensurada. Crianças expostas à violência doméstica no lar frequentemente acreditam que são culpadas, vivem em um estado constante de medo e têm 15 vezes mais probabilidade de serem vítimas de abuso infantil. A observação cuidadosa durante uma interação pode alertar os profissionais para a necessidade de investigação e intervenção adicionais, tais como disfunções nas áreas físicas, comportamentais, emocionais e sociais da vida, podendo assim auxiliar na intervenção precoce e na assistência às vítimas infantis.

## Sintomas que as crianças podem apresentar ao serem expostas à violência doméstica
Em geral, crianças expostas à violência doméstica no lar podem apresentar uma enorme quantidade de sintomas físicos, além de alterações em seu estado emocional e comportamental, como o desespero. Essas crianças podem reclamar de dores e incômodos gerais, como dor de cabeça e dor de estômago. Também podem apresentar hábitos intestinais irritáveis e irregulares, herpes labial e problemas com enurese. Tais queixas têm sido associadas a transtornos depressivos em crianças, um efeito emocional comum da violência doméstica. Além dessas queixas gerais de mal-estar, crianças expostas à violência doméstica podem ainda aparentar nervosismo, conforme mencionado anteriormente, e ter um curto período de atenção. Essas crianças exibem alguns dos mesmos sintomas que aquelas diagnosticadas com transtorno do déficit de atenção e hiperatividade (TDAH). Por outro lado, podem demonstrar sintomas de fadiga e cansaço constante. Podem inclusive adormecer na escola devido à falta de sono em casa. Grande parte da noite pode ser gasta ouvindo ou testemunhando violência no lar. Crianças vítimas de violência doméstica costumam adoecer com frequência e podem apresentar má higiene pessoal. Além disso, tendem a se envolver em atividades de brincadeiras de alto risco, autoagressão e suicídio.

#### Pré-natal
Os efeitos físicos da violência doméstica sobre as crianças, diferentemente dos efeitos do abuso direto, podem começar quando elas ainda são um feto no útero da mãe, o que pode resultar em baixo peso ao nascer, parto prematuro, sangramento excessivo e morte fetal devido ao trauma físico e estresse emocional da mãe. O aumento do estresse materno durante os períodos de abuso, especialmente quando combinado com tabagismo e abuso de drogas, também pode levar a partos prematuros e bebês de baixo peso.

#### Bebês
Bebês que estão presentes no lar onde ocorre violência doméstica frequentemente acabam sendo vítimas de ficar "no meio do fogo cruzado". Eles podem sofrer lesões físicas decorrentes de traumas não intencionais enquanto seus pais sofrem abuso. Os bebês podem ficar inconsoláveis e irritados, apresentar falta de resposta – em decorrência da ausência de apego emocional e físico com a mãe –, ter atrasos no desenvolvimento e sofrer de diarreia excessiva tanto por trauma quanto por estresse.[carece de fontes?] Bebês são os mais afetados pelo ambiente de abuso, pois seus cérebros ainda não se desenvolveram completamente.

#### Crianças mais velhas
Os efeitos físicos da exposição à violência doméstica em crianças mais velhas são menos evidentes do que os efeitos comportamentais e emocionais. O trauma experimentado por essas crianças ao serem expostas à violência no lar desempenha um papel importante em seu desenvolvimento infantil e bem-estar físico. Crianças mais velhas podem, por vezes, direcionar o estresse para problemas comportamentais. Em alguns casos, crianças expostas ao abuso recorrem às drogas na esperança de aliviar a dor. Contudo, elas podem exibir sintomas físicos associados a problemas comportamentais ou emocionais, como isolamento dos que as cercam, tornar-se não verbais e apresentar comportamentos regressivos, como apego excessivo e choramingar. A ansiedade frequentemente acompanha sintomas físicos em crianças expostas à violência doméstica. Se a ansiedade evoluir para sintomas mais intensos, podem apresentar sinais de cansaço decorrente da falta de sono, além de alterações de peso e na nutrição em razão de maus hábitos alimentares.

### Sintomas comportamentais
Crianças expostas à violência doméstica tendem a desenvolver problemas comportamentais, como regressão, exibir comportamentos descontrolados, e imitar comportamentos. Podem acreditar que a violência é um comportamento aceitável em relacionamentos íntimos e tornar-se, assim, ou a vítima ou o agressor. Alguns sinais de alerta incluem enurese, pesadelos, desconfiança dos adultos, atitude de "durão", dificuldades em formar vínculos com outras pessoas e isolamento de amigos próximos e familiares. Outra resposta comportamental à violência doméstica pode ser a mentira, a fim de evitar confrontos e chamar atenção de forma excessiva.
Uma fonte que apoia os efeitos comportamentais da violência doméstica sobre as crianças é um estudo realizado por Albert Bandura (1977). O estudo consistiu em expor crianças a um modelo de comportamento agressivo, a um modelo não agressivo e a um grupo de controle sem modelo. Este estudo é denominado “O Experimento da Boneca Bobo”; o experimento influenciou as crianças a agirem de forma similar ao modelo apresentado em relação à própria boneca. As crianças expostas à violência agiram com agressividade, enquanto aquelas expostas a um ambiente não agressivo se mostraram bastante amigáveis. Como resultado, as crianças podem ser altamente influenciadas pelo que ocorre em seu ambiente.
Adolescentes estão em risco de fracasso escolar, abandono dos estudos e abuso de substâncias.
Seu comportamento frequentemente é reservado e secreto em relação aos membros da família, podendo ainda sentir vergonha da situação do lar. Geralmente, adolescentes não gostam de convidar amigos para casa e passam seu tempo livre fora do ambiente doméstico. A negação e a agressividade são as principais formas de lidar com os problemas. Adolescentes enfrentam a violência doméstica culpando os outros, envolvendo-se em relacionamentos violentos ou fugindo de casa.

#### Violência no namoro adolescente
Estima-se que de 1/5 a 1/3 dos adolescentes que testemunham situações de violência doméstica experienciem violência no namoro adolescente, abusando verbal, mental, emocional, sexual ou fisicamente de seus parceiros – ou sendo abusados por eles. De 30% a 50% dos relacionamentos amorosos podem apresentar o mesmo ciclo de violência crescente observado nas relações conjugais.

### Sintomas físicos
Os sintomas físicos são um efeito marcante sobre as crianças decorrente da violência doméstica dos pais. Em um estudo, 52% de 59 crianças gritaram de outro cômodo, 53% de 60 crianças gritaram do mesmo cômodo, algumas efetivamente chamaram alguém para ajudar e outras se envolveram significativamente durante o episódio abusivo. Quando a situação violenta atinge seu auge e uma criança tenta intervir, logicamente seria esperado que, para salvá-la de danos, os pais se contivessem; entretanto, as estatísticas indicam o contrário. Diz-se que cerca de 50% dos agressores acabam também abusando de seus filhos. Outra estatística alarmante é que 25% das vítimas de relacionamentos abusivos tendem a ser violentas com seus próprios filhos. Em alguns casos, a violência imposta a essas crianças pode ser fatal. Se um dos pais estiver grávida durante o abuso, o feto corre risco de apresentar deficiências permanentes ou até de perder a vida. Pesquisadores, ao analisar estatísticas perinatais e neonatais, constataram que mães que sofrem violência doméstica têm mais que o dobro do risco de mortalidade infantil.

### Sintomas emocionais
Crianças expostas à violência em seu lar frequentemente possuem sentimentos conflitantes em relação aos pais. Por exemplo, desconfiança e afeição frequentemente coexistem em relação ao agressor. A criança torna-se superprotetora em relação à vítima e sente pena dela.
Frequentemente, desenvolvem ansiedade, temendo se machucar ou serem abandonadas, que o pai ou a mãe abusada se ferirá, ou ainda que sejam culpadas pela violência ocorrente em seus lares. Luto, vergonha e baixa autoestima são emoções comuns vivenciadas por crianças expostas à violência doméstica.

#### Depressão
Depressão é um problema comum para crianças que vivenciam violência doméstica. A criança frequentemente se sente desamparada e impotente. Meninas tendem a internalizar suas emoções e apresentar sinais de depressão mais do que meninos, que geralmente expressam seus sentimentos por meio de agressividade e hostilidade. A exposição à violência no lar pode transmitir à criança a ideia de que nada é seguro no mundo e que ela não merece proteção, contribuindo para sentimentos de baixa autoestima e depressão.

#### Raiva
Algumas crianças expressam seus sentimentos através da raiva e tornam-se mais agressivas que outras. Mesmo em situações que não o exigem, elas podem responder com ira. Crianças e jovens destacam sentimentos de raiva como consequência de vivenciar a violência doméstica. A agressão física também pode se manifestar contra a vítima pelas próprias crianças, uma vez que esta não possui a capacidade de desenvolver autoridade e controle sobre elas.

#### Transtorno de estresse pós-traumático
Transtorno de estresse pós-traumático (TEPT) pode resultar da exposição das crianças à violência doméstica. Seus sintomas incluem pesadelos, insônia, ansiedade, aumento da vigilância do ambiente, dificuldades de concentração e podem levar a sintomas físicos. Se a criança experimentar maus-tratos crônicos precoces na relação de cuidado, pode resultar em TEPT complexo.

#### Inversão de papéis
Às vezes, há uma inversão de papéis entre a criança e o pai/mãe, e as responsabilidades da vítima, que é disfuncional do ponto de vista emocional e psicológico, são transferidas para a criança. Nessa situação, os pais tratam a criança como um terapeuta ou confidente, e não como seu filho. Ela é forçada a amadurecer mais rapidamente do que o normal, assumindo responsabilidades domésticas como cozinhar, limpar e cuidar de irmãos mais novos. Tais responsabilidades extrapolam as tarefas domésticas normalmente atribuídas e não são adequadas à idade. A criança torna-se socialmente isolada e não consegue participar de atividades próprias de sua faixa etária. A criança parentificada corre o risco de se envolver em relacionamentos conturbados, pois foi isolada e não adquiriu experiência em formar relações bem-sucedidas. Além disso, tende a se tornar perfeccionista por ser forçada a corresponder a expectativas tão elevadas dos pais.

### Sintomas sociais
Crianças expostas à violência doméstica frequentemente não dispõem da base de segurança e proteção normalmente proporcionada pela família. Elas vivenciam uma dessensibilização em relação a comportamentos agressivos, má gestão da raiva, dificuldades na resolução de problemas e aprendem a se envolver em relacionamentos exploradores.
- Os sintomas incluem isolamento de amigos e parentes, na tentativa de permanecer próximas aos irmãos e ao progenitor vítima.[3]
- O adolescente pode manifestar tais sintomas ao se unir a uma gangue ou se envolver em relacionamentos amorosos que imitam o comportamento aprendido.[3]

Crianças expostas à violência doméstica necessitam de um ambiente seguro e acolhedor, com espaço e respeito para progredir em seu próprio ritmo. O cuidador deve oferecer segurança e um senso de proteção reforçado, fornecendo explicações e conforto para as coisas que preocupam as crianças, como ruídos altos. As crianças devem desenvolver e manter contato positivo com pessoas significativas, como parentes distantes. Todos os membros da família são incentivados a se envolver em organizações comunitárias destinadas a auxiliar famílias em situações de violência doméstica.[carece de fontes?]

## Efeitos sobre bebês e crianças pequenas

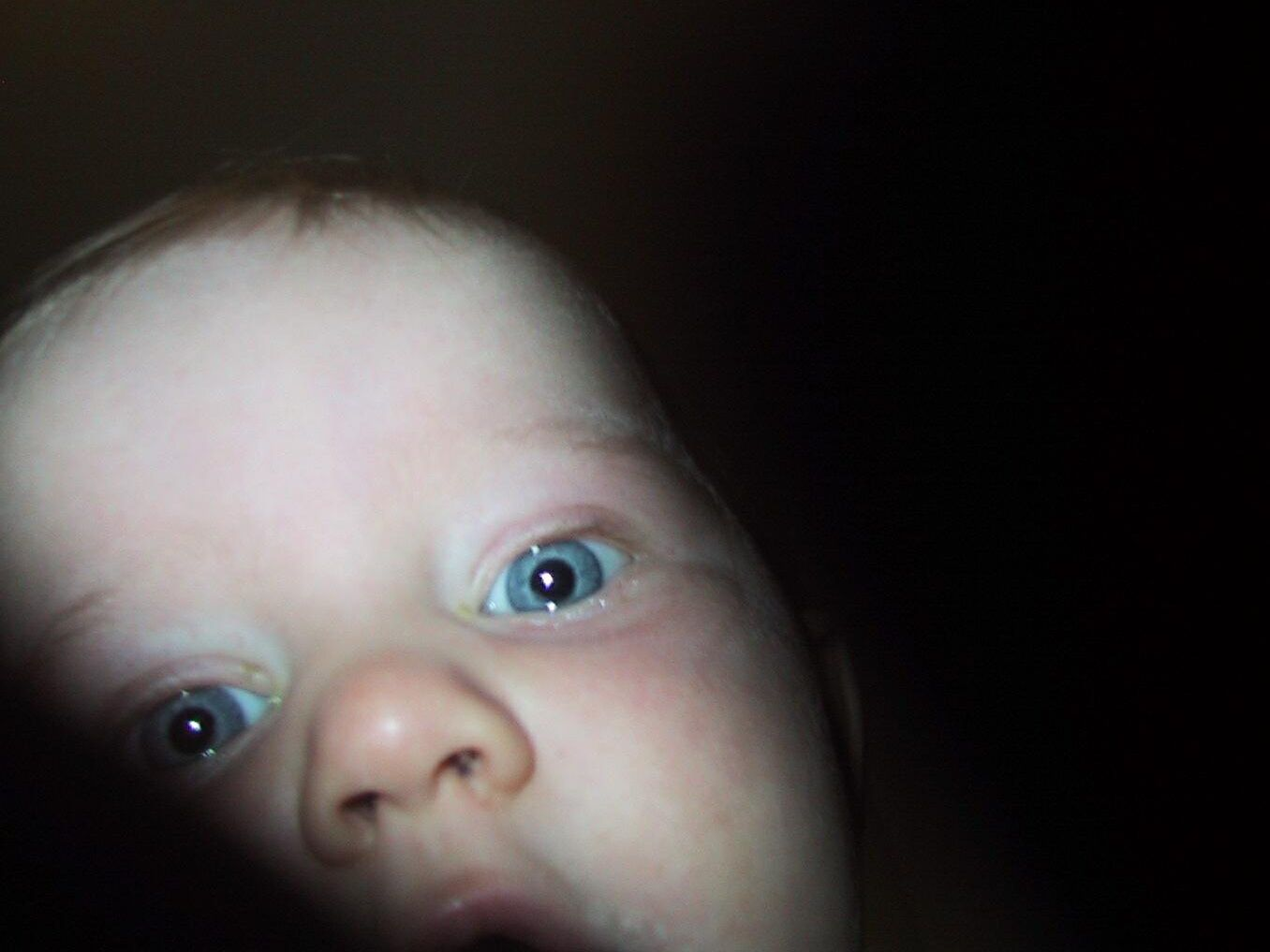
Criança pequena assustada

Crianças expostas à violência doméstica na infância frequentemente apresentam dificuldade em criar vínculos e formar apegos seguros, resultando em reações de sobressalto intensificadas e um senso inibido de exploração e brincadeira.
Elas podem apresentar uma ampla variedade de reações à exposição à violência no lar. A criança em pré-escola e jardim de infância não compreende o significado do abuso e pode acreditar que fez algo de errado; essa autoincriminação pode gerar sentimentos de culpa, preocupação e ansiedade. Crianças mais novas não têm a capacidade de expressar seus sentimentos verbalmente, e tais emoções podem ocasionar problemas comportamentais. Podem tornar-se retraídas, não verbais e apresentar comportamentos regressivos, como apegar-se excessivamente e choramingar. Outros comportamentos comuns em uma criança vítima de violência doméstica incluem dificuldades na alimentação, no sono e na concentração.
Crianças em idade pré-escolar que vivem com violência internalizam os papéis de gênero aprendidos associados à vitimização, por exemplo, vendo os homens como perpetradores e as mulheres como vítimas. Esse sintoma manifesta-se quando a criança imita comportamentos de intimidação e abuso aprendidos. A criança pré-escolar pode apresentar comportamento agressivo, explosões de raiva, postura defensiva ou ansiedade extrema de separação em relação ao cuidador principal.
Estatísticas mostram que uma criança exposta à violência entre seus pais ou responsáveis tem maior probabilidade de perpetuar comportamentos violentos em sua vida adulta. «Mesmo quando crianças testemunhas não sofrem lesões físicas, as consequências emocionais de ver ou ouvir atos violentos são graves e duradouras. De fato, crianças que testemunham violência frequentemente experimentam muitos dos mesmos sintomas e efeitos duradouros que aquelas que são vítimas de violência, incluindo [TEPT].» Além disso, no artigo Quebrando o Ciclo da Violência, “é claramente do interesse da criança e do sistema de justiça criminal tratar as vítimas e testemunhas infantis da maneira mais eficaz e sensível possível. Vários estudos constataram o seguinte: reduzir o número de entrevistas com crianças pode minimizar o dano psicológico às vítimas infantis (Tedesco & Schnell, 1987); depor não é necessariamente prejudicial às crianças se houver preparação adequada (Goodman et al., 1992; Oates et al., 1995; Whitcomb, Goodman, Runyon e Hoak, 1994); e ter uma pessoa de confiança auxiliando a criança na preparação para o tribunal e acompanhando-a durante o depoimento reduziu sua ansiedade (Henry, 1997).

### Efeitos em bebês expostos
- Chora excessivamente, gritando
- Problemas digestivos
- Falha no crescimento
- Rotinas de alimentação e sono são interrompidas
- Doenças frequentes
- Irritabilidade, tristeza, ansiedade
- Baixo peso
- Necessidade de apego comprometida
- Falta de apetite
- Problemas de sono
- Assusta-se facilmente[23]

### Efeitos em crianças pequenas expostas
- Insônia e parasonias
- Falta de sensação de segurança
- Comportamentos regressivos
- Ansiedade de separação/estranhamento

### Exposição dupla
Crianças expostas à violência doméstica enfrentam maior risco de outros tipos de maus-tratos, como abuso físico e negligência, quando comparadas a outras crianças. Pais que são violentos entre si têm mais probabilidade de abusar fisicamente de seus filhos. As consequências do abuso infantil e da exposição à violência doméstica são semelhantes; crianças expostas à violência doméstica apresentam consequências emocionais, psicológicas e comportamentais quase idênticas. Alguns pesquisadores sugerem que a exposição dupla tem um efeito de “duplo golpe”, pois as crianças são duplamente expostas a eventos traumáticos e, assim, reagem de forma multiplicada tanto ao abuso quanto à exposição à violência. Crianças que experimentam esse “duplo golpe” podem manifestar medo patológico, culpa, isolamento e baixa autoestima. Os desfechos psicológicos na idade adulta para essas crianças podem incluir depressão, ansiedade e transtorno de estresse pós-traumático (TEPT). Crianças que experienciam exposição dupla – tanto abuso físico quanto violência doméstica – apresentam mais problemas comportamentais do que aquelas expostas a apenas um dos dois.
Esses desfechos foram documentados como fatores que levam a problemas comportamentais, incluindo abandono escolar, violência, gravidez na adolescência, abuso de substâncias, distúrbios alimentares e até tentativas de suicídio. Um estudo que acompanhou crianças da pré-escola até a adolescência constatou que crianças pequenas expostas à violência doméstica e ao abuso infantil apresentaram maior probabilidade de desenvolver comportamentos antissociais na adolescência. Além disso, crianças pequenas expostas tanto à violência doméstica quanto ao abuso infantil tiveram mais chances de cometer agressões e se envolver em comportamentos delinquentes na adolescência do que aquelas não expostas. Por fim, o Estudo de Experiências Adversas na Infância (ACE) encontrou uma conexão entre múltiplas categorias de trauma infantil (por exemplo, abuso infantil, disfunção familiar – incluindo violência doméstica – e negligência infantil) e desfechos de saúde e comportamentais posteriores. Quanto mais traumas a criança sofreu, maior o risco de deficiências, problemas sociais e desfechos adversos de saúde. Mais recentemente, pesquisadores têm utilizado elementos desse modelo para continuar a análise de diferentes aspectos do trauma, experiências estressantes e desenvolvimento posterior.

## Leituras adicionais
- Quebrando o Ciclo – Consultando a principal voz sobre abuso e violência de adolescentes contra os pais: http://www.childtoparentviolence.com
- Project Making Medicine. Centro de Abuso e Negligência Infantil. 2005. Oklahoma City, OK.
- Hooper, L. M. Ampliando a discussão sobre a parentificação e seus variados desfechos: Implicações para a pesquisa e prática em saúde mental. Journal of Mental Health Counseling, 29(2), 322–337.
- Hooper, L. M., Marotta, S. A., & Lanthier, R. P. (2008). Preditores do crescimento e do sofrimento após a parentificação entre estudantes universitários. The Journal of Child and Family Studies, 17, 693–705.
- Efeitos da Violência Doméstica nas Crianças: Sentimentos e Comportamento
- UNICEF - Atrás de Portas Fechadas: O Impacto da Violência Doméstica nas Crianças Arquivado em 2012-01-31 no Wayback Machine